# Biophytum zenkeri
Biophytum zenkeri är en harsyreväxtart som beskrevs av André Guillaumin. Biophytum zenkeri ingår i släktet Biophytum och familjen harsyreväxter. Inga underarter finns listade i Catalogue of Life.